# Türkan Şoray
Türkân Şoray (28 de junio de 1945) es una actriz, cantante, guionista y directora de cine turca. Türkân Şoray ha protagonizado el mayor número de películas como actriz en toda la historia, ya que aparece acreditada en 222 películas. Se considera como una de las cuatro actrices más importantes del cine turco, y es el ícono de la edad de oro en la cinematografía turca.

## Biografía
Türkân Şoray, nació en Eyüp, Estambul, Turquía, y fue la primogénita en una familia de funcionarios del gobierno. Tiene también dos hermanas. Su padre, Halit Şoray, murió joven. Con el apoyo de su madre, Meliha Şoray (1927-1984), Türkân decidió ingresar al mundo de la actuación y protagonizó su primera película en la década de 1960.
Türkân ha tenido dos relaciones públicas en el transcurso de su carrera. Tuvo una relación intermitente con Rüçhan Adlı (1923-1995), exvicepresidente del club de fútbol Galatasaray, del que finalmente se separó, después de que continuamente le instara a que se separara de su esposa pero no accediara, sin embargo, permaneció a su lado en el hospital, y pasó sus últimos días con él cuando se encontraba en su lecho de muerte en 1995. Türkân se casó con el actor de teatro Cihan Ünal en 1983, y tuvo una hija con él antes de divorciarse en 1987. En 2017, fue operada de un tumor en el Hospital de Acıbadem Fulya, cuya operación salió con éxito.

## Carrera

### Debut
Hizo su debut en el cine en 1960 con 15 años con la película Aşk Rüzgârı (El viento del amor). Después del éxito de la película, Türkân comenzó a ser aconsejado por un guionista, director de cine y productor de cine turco, Türker İnanoğlu. Más tarde fuel el propio İnanoğlu, quien en el mismo año, despediría a la amiga cercana de Türkân, Emel Yildiz, para darle a su nuevo prodigio el papel principal en la próxima película del estudio, Köyde Bir Kız Sevdim (Enamorarse de una chica en el pueblo).

### Primera etapa
Durante los siguientes cinco años, Şoray apareció en más de sesenta películas. Después de su triunfo en 1965, fue nombrada como una de las cuatro actrices principales de Turquía. Durante el resto de la década de 1960 protagonizó otras 48 películas, convirtiéndola en una de las artistas femeninas más exitosas de Turquía en la historia del cine turco, habiendo actuado en más de 100 películas en el lapso de diez años. Este éxito sería relativamente de corta duración, ya que el mercado cinematográfico cambió durante los años setenta y ochenta.

### Segunda etapa
En años posteriores, la actriz siguió trabajando con directores de renombre. Uno de ellos fue Atıf Yılmaz, con quien trabajaría tanto en comedias como en dramas. En la década de 1970 también actuó en películas con un tema más realista. También dirigió cuatro películas en esos años. Sus películas más aplaudidas en la década de 1970 incluyen Selvi Boylum Al Yazmalım, Hazal, Sultan, Dönüş y Baraj. En esas películas, la acompañaba en su mayoría el famoso actor turco Kadir İnanır.

## Premios
Türkân Şoray ganó su primer premio de muchos cuando recibió el premio a la mejor actriz en el Festival Internacional de Cine de Antalya por la película Acı Hayat (Vida amarga).
A finales de la década de 1960, fue nombrada una de las cuatro actrices más importantes del cine turco. Fue muy aplaudida por sus elecciones en cine y su capacidad para actuar en una amplia variedad de papeles. Protagonizó Vesikalı Yarim (Mi licencia de amor) por la que recibió el Premio a la Mejor Actriz por segunda vez en el Festival de Cine de Antalya.
En la década de 1980, comenzó a retratar mujeres con problemas de identidad femenina; Mine, Rumuz Goncagül, En Kadın (Diez Mujeres), entre otros. Obtuvo su tercer Premio a la Mejor Actriz del Festival de Cine de Antalya en 1987 con la película Hayallerim, Aşkım ve Sen (Mis sueños, mi amor y usted), en el que retrata a tres mujeres diferentes, cada una de las cuales es una faceta de Türkân Şoray. También es miembro de Eurasian Academy desde 2016.
Una selección no exhaustiva de sus premios son:

### Festival Internacional de Cine de Antalya
| Año  | Categoría                | Receptor     | Resultado |
| ---- | ------------------------ | ------------ | --------- |
| 1964 | Premio a la mejor actriz | Türkan Şoray | Ganadora  |
| 1968 | Premio a la mejor actriz | Türkan Şoray | Ganadora  |
| 1987 | Premio a la mejor actriz | Türkan Şoray | Ganadora  |
| 1994 | Premio a la mejor actriz | Türkan Şoray | Ganadora  |
| 1996 | Premio a la carrera      | Türkan Şoray | Ganadora  |

### Festival Internacional de Cine de Moscú
| Año  | Categoría              | Receptor | Resultado |
| ---- | ---------------------- | -------- | --------- |
| 1973 | Gran premio del jurado | Dönüş    | Ganador   |

### Festival de Cine de Tashkent
| Año  | Categoría                | Receptor     | Resultado |
| ---- | ------------------------ | ------------ | --------- |
| 1978 | Premio a la mejor actriz | Türkan Şoray | Ganadora  |

### Festival de Cine de Bastia
| Año  | Categoría                | Receptor     | Resultado |
| ---- | ------------------------ | ------------ | --------- |
| 1992 | Premio a la mejor actriz | Türkan Şoray | Ganadora  |

### Festival Internacional de Cine de Estambul
| Año  | Categoría                | Receptor     | Resultado |
| ---- | ------------------------ | ------------ | --------- |
| 1996 | Premio de Cine Honorario | Türkan Şoray | Ganadora  |

### Festival de Cine de Roma
| Año  | Categoría        | Receptor     | Resultado |
| ---- | ---------------- | ------------ | --------- |
| 1978 | Premio Honorario | Türkan Şoray | Ganadora  |

## Filmografía

### Como actriz
| Año  | Película                            | Papel                  | Notas                    |
| ---- | ----------------------------------- | ---------------------- | ------------------------ |
| 1960 | Aşk Rüzgârı                         | Nil                    |                          |
| 1960 | Güzeller Resmi Geçidi               | Ayşe                   |                          |
| 1960 | Köyde Bir Kız Sevdim                |                        |                          |
| 1961 | Otobüs Yolcuları                    | Nevin                  |                          |
| 1961 | Melekler Şahidimdir                 |                        |                          |
| 1961 | Siyah Melek (Zincirler Kırılırken)  | Nesrin                 |                          |
| 1961 | Hatırla Sevgilim                    |                        |                          |
| 1961 | Utanmaz Adam                        | Sevim                  |                          |
| 1961 | Sevimli Haydut                      |                        | Emine                    |
| 1961 | Kaderin Önüne Geçilmez              |                        |                          |
| 1961 | Gönülden Gönüle                     |                        | Nazan                    |
| 1961 | Dikenli Gül                         |                        |                          |
| 1961 | Aşk Ve Yumruk                       |                        |                          |
| 1961 | Afacan                              |                        |                          |
| 1961 | Kardeş Uğruna                       |                        |                          |
| 1962 | Biz de Arkadaş mıyız?               |                        |                          |
| 1962 | Acı Hayat                           | Nermin                 |                          |
| 1962 | Lekeli Kadın                        |                        | Türkan                   |
| 1962 | Billur Köşk                         |                        |                          |
| 1962 | Bir Haydut Sevdim                   |                        |                          |
| 1962 | Bardaktaki Adam                     |                        |                          |
| 1962 | Aşk Yarışı                          | Zeynep                 |                          |
| 1962 | Zorlu Damatl                        | Gönül                  |                          |
| 1962 | Allah Seviniz Dedi                  |                        |                          |
| 1962 | Kırmızı Karanfiller                 |                        |                          |
| 1962 | Dikmen Yıldızı                      |                        |                          |
| 1962 | Ümitler Kırılınca                   | Oya                    |                          |
| 1962 | Ne Şeker Şey                        | Canan, Jale            |                          |
| 1963 | Adanalı Tayfur                      |                        |                          |
| 1963 | Köroğlu (Dağlar Kralı)              | Türkan Sultan          |                          |
| 1963 | Beni Osman Öldürdü                  | Türkan                 |                          |
| 1963 | Acı Aşk                             |                        |                          |
| 1963 | Çapkın Kız                          | Suna                   |                          |
| 1963 | Küçük Beyin Kısmeti                 | Pervin                 |                          |
| 1963 | Sayın Bayan                         | Türkan Bayraktar       |                          |
| 1963 | İki Kocalı Kadın                    | Sibel                  |                          |
| 1963 | Çalınan Aşk                         | Aysel, Günsel          |                          |
| 1963 | Bütün Suçumuz Sevmek                |                        |                          |
| 1963 | Badem Şekeri                        | Güner Pirinçeken       |                          |
| 1963 | Genç Kızlar                         | Behlül, Eylül Servan   |                          |
| 1963 | Ayşecik Canımın İçi                 | Elif                   |                          |
| 1964 | Adanalı Tayfur Kardeşler            | Türkan                 |                          |
| 1964 | Dağların Aslanı                     |                        |                          |
| 1964 | Mualla                              |                        |                          |
| 1964 | Fıstık Gibi Maşallah                | Gülten                 |                          |
| 1964 | Kızgın Delikanlı                    | Avukat Sevil           |                          |
| 1964 | Anasının Kuzusu                     | Türkan                 |                          |
| 1964 | Macera Kadını                       |                        |                          |
| 1964 | Kader Kapıyı Çaldı                  | Leyla                  |                          |
| 1964 | Gözleri Ömre Bedel                  | Leyla                  |                          |
| 1964 | Gençlik Rüzgarı                     | Fatma Nur Erden        |                          |
| 1964 | Bücür                               |                        |                          |
| 1964 | Yılların Ardından                   |                        |                          |
| 1964 | Bomba Gibi Kız                      | Leyla                  |                          |
| 1964 | Öksüz Kız                           |                        |                          |
| 1965 | The Bread Seller Woman              | Ayşe, Zehra, Leyla     |                          |
| 1965 | Elveda Sevgilim                     | Türkan Kadiroğlu       |                          |
| 1965 | Seven Kadın Unutmaz                 | Türkan                 |                          |
| 1965 | Komşunun Tavuğu                     | Türkan                 |                          |
| 1965 | Sürtük                              | Naciye                 |                          |
| 1965 | Siyah Gözler                        | Türkan                 |                          |
| 1965 | Hayatımın Kadını                    |                        |                          |
| 1965 | Garip Bir İzdivaç                   | Zeynep Gökalp          |                          |
| 1965 | Veda Busesi                         | Türkan                 |                          |
| 1965 | Vahşi Gelin                         | Ayşegül                |                          |
| 1966 | Altın Küpeler                       | Aylin                  |                          |
| 1966 | Sana Layık Değilim                  | Türkan                 |                          |
| 1966 | Akşam Güneşi                        | Jülide                 |                          |
| 1966 | Çalıkuşu                            | Feride                 |                          |
| 1966 | Kenarın Dilberi                     | Şarkıcı                |                          |
| 1966 | Meleklerin İntikamı                 | Türkan, Peri           |                          |
| 1966 | Anaların Günahı                     |                        |                          |
| 1966 | Düğün Gecesi                        | Zeynep                 |                          |
| 1966 | Siyah Gül                           | Gül                    |                          |
| 1966 | Meyhanenin Gülü                     |                        |                          |
| 1966 | Karanfilli Kadın                    |                        |                          |
| 1966 | Günahkar Kadın                      |                        | Türkan                   |
| 1966 | Ferhat ile Şirin                    |                        |                          |
| 1966 | Eli Maşalı                          |                        |                          |
| 1966 | El Kızı                             |                        |                          |
| 1966 | Çamaşırcı Güzeli                    |                        |                          |
| 1967 | Bir Dağ Masalı                      | Lale                   |                          |
| 1967 | Bir Soförun Gizli Defteri           |                        |                          |
| 1967 | Ayrılsak da Beraberiz               | Fatma                  |                          |
| 1967 | Ağlayan Kadın                       | Şükran, Leyla          |                          |
| 1967 | Ana                                 | Döndü                  |                          |
| 1967 | Sinekli Bakkal                      | Rabia                  |                          |
| 1967 | Ölümsüz Kadın                       |                        |                          |
| 1967 | Kelepçeli Melek                     | Nevin Erdem            |                          |
| 1967 | Kara Duvaklı Gelin                  | Perihan                |                          |
| 1967 | Her Zaman Kalbimdesin               |                        |                          |
| 1967 | Tapılacak Kadın                     |                        |                          |
| 1968 | Kahveci Güzeli                      | Nermin                 |                          |
| 1968 | Vesikalı Yarim                      | Sabiha                 |                          |
| 1968 | Abbase Sultan                       | Abbase                 |                          |
| 1968 | Ayşem                               | Ayşe                   |                          |
| 1968 | Hapishane Gelini                    | Çengi Naciye           |                          |
| 1968 | Kadın Severse                       | Leyla                  |                          |
| 1968 | Dünyanın En Güzel Kadını            |                        |                          |
| 1968 | Aşk Eski Bir Yalan                  |                        |                          |
| 1968 | Artık Sevmeyeceğim                  | Nesrin, Leyla          |                          |
| 1968 | Ağla Gözlerim                       | Leyla, Hicran          |                          |
| 1968 | Kadın İntikamı                      |                        |                          |
| 1968 | Kadın Değil, Baş Belası             | Çengi Naciye           |                          |
| 1969 | Fosforlu Cevriyem                   | Fosforlu Cevriye Necla |                          |
| 1969 | Bana Derler Fosforlu                |                        |                          |
| 1969 | Aşk Mabudesi                        |                        |                          |
| 1969 | Buruk Acı                           |                        |                          |
| 1969 | Kölen Olayım                        | Azize                  |                          |
| 1969 | Sonbahar Rüzgarları                 |                        |                          |
| 1969 | Sana Dönmeyeceğim                   | Leyla Taner            |                          |
| 1969 | Seninle Ölmek İstiyorum             |                        |                          |
| 1969 | Ateşli Çingene                      |                        |                          |
| 1969 | Günah Bende mi?                     |                        |                          |
| 1970 | Bülbül Yuvası                       |                        |                          |
| 1970 | Buğulu Gözler                       |                        |                          |
| 1970 | Arım, Balım, Peteğim                |                        |                          |
| 1970 | Kara Gözlüm l                       | Azize                  |                          |
| 1970 | Hayatım Sana Feda                   |                        |                          |
| 1970 | Ağlayan Melek                       | Sabahat                |                          |
| 1970 | Tatlı Meleğim                       |                        |                          |
| 1970 | Mazi Kalbimde Yaradır               |                        |                          |
| 1970 | Birleşen Yollar                     |                        |                          |
| 1970 | Merhamet                            |                        |                          |
| 1970 | Herkesin Sevgilisi                  |                        |                          |
| 1970 | Mağrur Kadın                        |                        |                          |
| 1971 | Sevmek Ve Ölmek Zamanı              |                        |                          |
| 1971 | Gelin Çiçeği                        |                        |                          |
| 1971 | Ateş Parçası                        |                        |                          |
| 1971 | Melek Mi Şeytan Mı? / Asrın Kadını  |                        |                          |
| 1971 | Mavi Eşarp                          |                        |                          |
| 1971 | Unutulan Kadın                      |                        |                          |
| 1971 | Yedi Kocalı Hürmüz                  |                        |                          |
| 1971 | Güllü                               |                        |                          |
| 1971 | Bir Kadın Kayboldu                  |                        |                          |
| 1971 | Gülüm, Dalım, Çiçeğim               |                        |                          |
| 1971 | Bir Genç Kızın Romanı               |                        |                          |
| 1972 | Cemo                                |                        |                          |
| 1972 | Zulüm                               |                        |                          |
| 1972 | Dönüş                               |                        |                          |
| 1972 | Sisli Hatıralar                     |                        |                          |
| 1972 | Vukuat Var                          |                        |                          |
| 1972 | Çile                                |                        |                          |
| 1973 | Mahpus                              | Ümmühan                |                          |
| 1973 | Güllü Geliyor Güllü                 | Güllü Fındıkoğlu       |                          |
| 1973 | Azap                                |                        |                          |
| 1973 | Sultan Gelin                        |                        |                          |
| 1973 | Asiye Nasıl Kurtulur?               |                        |                          |
| 1973 | Yalancı / Çok Yalnızım              |                        |                          |
| 1973 | Namus Borcu                         |                        |                          |
| 1973 | Gazi Kadın / Nene Hatun             | Zeynep                 |                          |
| 1973 | Dert Bende                          |                        |                          |
| 1974 | Şenlik Var / Bal Kız                |                        |                          |
| 1974 | Yüreğimde Yare Var                  |                        |                          |
| 1974 | Çılgınlar                           |                        |                          |
| 1974 | Açlık                               |                        |                          |
| 1975 | Acele Koca Aranıyor                 |                        |                          |
| 1976 | Deprem                              |                        |                          |
| 1976 | Bodrum Hakimi                       |                        |                          |
| 1976 | Devlerin Aşkı                       |                        |                          |
| 1977 | Selvi Boylum, Al Yazmalım           | Asya                   |                          |
| 1977 | Baraj                               |                        |                          |
| 1977 | Dila Hanım                          |                        |                          |
| 1978 | Sultan                              |                        |                          |
| 1978 | Bir Aşk Masalı                      |                        |                          |
| 1978 | Cevriyem                            |                        |                          |
| 1978 | Ferhat ile Şirin                    |                        |                          |
| 1978 | Tatlı Nigar                         |                        |                          |
| 1979 | Aşk ve Nefret                       |                        |                          |
| 1979 | Hazal                               |                        |                          |
| 1979 | Küskün Çiçek                        |                        |                          |
| 1980 | Gurbetçiler                         |                        |                          |
| 1980 | Tabancamın Sapını Gülle Donatacağım |                        |                          |
| 1981 | Yılanı Öldürseler                   |                        |                          |
| 1982 | Mine                                |                        |                          |
| 1982 | Seni Kalbime Gömdüm                 |                        |                          |
| 1983 | Metres                              |                        |                          |
| 1983 | Seni Seviyorum                      |                        |                          |
| 1984 | Bir Sevgi İstiyorum                 |                        |                          |
| 1985 | Körebe                              |                        |                          |
| 1985 | Bir Kadın Bir Hayat                 |                        |                          |
| 1987 | Hayallerim, Aşkım Ve Sen            | Derya Altınay          |                          |
| 1987 | Gramofon Avrat                      | Cemile                 |                          |
| 1987 | On Kadın                            |                        |                          |
| 1987 | Rumuz Goncagül                      | Gülsün                 |                          |
| 1988 | Ada                                 |                        |                          |
| 1989 | Ölü Bir Deniz                       |                        |                          |
| 1990 | Berdel                              |                        |                          |
| 1990 | Soğuktu Ve Yağmur Çiseliyordu       |                        |                          |
| 1991 | Menekşe Koyu                        |                        |                          |
| 1993 | Şahmaran                            |                        |                          |
| 1993 | Tatlı Betüş                         |                        |                          |
| 1994 | Bir Aşk Uğruna                      |                        |                          |
| 1995 | Yer Çekimli Aşklar                  |                        |                          |
| 1996 | Gözlerinde Son Gece                 |                        |                          |
| 1997 | Nihavend Mucize                     |                        |                          |
| 1998 | İkinci Bahar                        | Hanım                  | Şener Şen & Türkan Şoray |
| 2001 | Tatlı Hayat                         |                        |                          |
| 2002 | Gönderilmemiş Mektuplar             |                        |                          |
| 2004 | Mürüvvetsiz Mürüvvet                |                        |                          |
| 2006 | Cemile                              |                        |                          |
| 2006 | Ayın Yıldızı                        | Karagümrüklü Karakız   |                          |
| 2006 | Aşk Beklemez                        |                        |                          |
| 2006 | Hayatımın Kadınısın                 |                        |                          |
| 2007 | Suna                                |                        |                          |
| 2008 | Vurgun                              |                        |                          |
| 2009 | Altın Kızlar                        |                        |                          |
| 2012 | Bir Zamanlar Osmanli: Kiyam         |                        |                          |

### Como directora
Como actriz, Türkân Şoray ha dirigido cinco películas hasta la fecha:
- Uzaklarda Arama - 2015
- Yılanı Öldürseler - 1981 (con Şerif Gören)
- Bodrum Hakimi - 1976
- Azap - 1973
- Dönüş - 1972[12]

## Música
Şoray también tiene una pequeña carrera como cantante en turco. En 2015, publicó una álbum con diez pistas llamado Türkan Şoray Söylüyor (Türkan Şoray dice).